# 16 вересня
16 вересня — 259-й день року (260-й у високосні роки) в григоріанському календарі. До кінця року залишається 106 днів.

## Свята і пам'ятні дні

### Міжнародні
- ООН: Міжнародний день охорони озонового шару.
- ООН: День працюючих батьків.

### Національні
- Лівія: День мучеників.
- Малайзія: День Малайзії.
- Мексика: День незалежності. (1810)
- Папуа Нова Гвінея: День Незалежності. (1975)
- Сент-Кіттс і Невіс: День національних героїв. (1996)

### Релігійні

#### Західне християнство
- Пам'ять пап Віктора III та Корнелія;
- Пам'ять святих Віталія Савіньїського[en], Едіти Вілтонської[en], Євфимії Всехвальної, Кипріяна Карфагенського, Куркодома[en], Людмили Чеської та Нініана[en];
- Пам'ять святого Андрія Кім Теґона[en] (один з корейських мучеників[en]).

#### Східне християнство[1]
- Пам'ять великомучениці Євфимії Всехвальної;
- Пам'ять мучеників Севастіани, Мелітини, Віктора і Сосфена, Людмили Чеської, братів Йосифа та Ісака;
- Пам'ять преподобного пустинника Доротея Єгипетського;
- Пам'ять святителя Кипріана, митрополита Київського і всієї Руси;
- Ікони Божої Матері, званої «Зглянься на смирення».

## Іменини
✝  Католицькі: Андрій, Віктор, Віталій, Едіт, Кипріян, Корнелій, Куркодом, Нініан.
✙ Православні: Віктор, Доротей, Євфимія, Йосиф, Ісак, Кипріан, Людмила, Севастіана.

## Події
- 1408 — останнє письмово зафіксоване весілля вікінгів у церкві селища Хваслі в Гренландії
- 1651 — У Білій Церкві спалахнуло повстання козаків, незадоволених умовами перемир'я з Річчю Посполитою.
- 1658 — Гетьман України Іван Виговський уклав із Річчю Посполитою Гадяцький договір.
- 1810 — Мексика проголосила незалежність від Іспанії та почала війну за незалежність
- 1859 — Британський дослідник Девід Лівінгстон відкрив озеро Ньяса (Африка).
- 1899 — У Західній Україні створено Національно-демократичну партію.
- 1908 — Вільям Дюрант заснував компанію General Motors.
- 1914 — 2500 січових стрільців українського добровольчого легіону у складі австро-угорської армії присягнули на вірність боротьбі за визволення України.
- 1915 — Закінчилась арктична експедиція Б. Вількицького, яка вперше в історії пройшла Північним морським шляхом із Владивостока до Архангельська.
- 1918 — ВЦВК ухвалив декрет про заснування першого радянського ордена — орден Червоного Прапора.
- 1930 — Польський уряд розпочав проведення так званої пацифікації (насильницького умиротворення) українців у Східній Галичині.
- 1963 — року до нової федерації Малайзія приєднується місто-держава Сінгапур.
- 1975 — Папуа Нова Гвінея проголосила незалежність від Австралії.
- 1979 — На східному крилі шахти «Юнком» (Юнокомунарівськ, Донецька область), на об'єкті «Кліваж» здійснено підземний ядерний вибух.
- 1987 — Підписаний Монреальський протокол про захист озонового шару Землі.
- 2000
  -  — День Пам'яті (зникнення) журналіста Георгія Гонгадзе;
  -  — На спортивному літаку розбився перший заступник міністра внутрішніх справ України, координатор комітету по боротьбі з корупцією та організованою злочинністю при Президентові України Леонід Бородич.
- 2002 — Початок активної фази всеукраїнської акції громадянської непокори «Повстань, Україно!»

## Народились
Дивись також Категорія:Народились 16 вересня
- 1747 — Наталія Загряжська, старша з дочок графа Кирила Григоровича Розумовського, фрейлина при дворі російського імператора.
- 1795 — Саверіо Меркаданте, італійський композитор епохи класицизму та раннього романтизму.
- 1878 — Карл Альбікер, німецький скульптор, графік і педагог.
- 1883 — Микола Какурін, військовий діяч, полковник армії УНР і УГА
- 1886 — Ганс Арп, німецький і французький скульптор, художник, графік, поет німецького походження, представник абстракціонізму і дадаїзму. Чоловік швейцарської художниці, дизайнера, скульптора та танцівниці Софі Тойбер-Арп.
- 1888 — Франс Ееміль Сіланпяя, фінський письменник, лауреат Нобелівської премії з літератури
- 1889 — Мерседес Єллінек, дівчина, на честь якої був названий автомобіль. Її батько Еміль Єллінек був віце-консулом Австро-Угорщини в Ніцці і одночасно представником автомобільної фірми «Даймлер» у Франції
- 1891 — Карл Деніц, німецький грос-адмірал, командувач Кригсмарине під час Другої світової війни, президент Німеччини 30 квітня 1945—23 травня 1945
- 1898 — Всеволод Кармазин-Каковський, архітектор, мистецтвознавець і графік
- 1903 — Петро Борзяк, фізик, член-кореспондент АН УРСР
- 1909 — Кейван Іван Миколайович, український графік, живописець і мистецтвознавець.
- 1922 — Гай Гамільтон, британський кінорежисер
- 1924 — Лорен Беколл, американська актриса, дружина актора Гамфрі Богарта
- 1925 — Бі Бі Кінг, американський блюзовий музикант
- 1936 — Михайло Кокшенов, російський кіноактор («Женя, Женєчка і Катюша», «Спортлото-82», «Вічний зов», «В зоні особливої уваги», «Гараж»)
- 1947 — Валерій Марченко, український дисидент-правозахисник, літературознавець і перекладач.
- 1956 — Девід Коперфілд (David Copperfield, справжнє ім'я Девід Сет Коткін — David Seth Kotkin), американський фокусник-ілюзіоніст
- 1952 — Міккі Рурк — американський актор
- 1963 — Річард Маркс — американський співак і композитор
- 1981 — Сергій Білоущенко, український веслувальник, бронзовий призер Олімпійських ігор.
- 1981 — Людмила Павленко, українська лижниця, біатлоністка, призер Паралімпійських ігор.
- 1999 — Кирило Дришлюк, український футболіст, чемпіон світу серед молоді.

## Померли
Дивись також Категорія:Померли 16 вересня
- 1406 — Кипріан (народ. 1330), митрополит Київський і Всея Русі.
- 1682 — Ямадзакі Ансай, японський філософ і вчений.
- 1824 — Людовик XVIII, король Франції.
- 1946 — Джеймс Гопвуд Джинс, британський астроном, фізик і математик.
- 1965 — Фред Квімбі, американський анімаційний продюсер, відомий перш за все за рахунок мультсеріалу «Том і Джеррі», який приніс йому сім премій «Оскар».
- 1967 — Павло Тичина, видатний український поет, перекладач, громадський діяч.
- 1977 
  - Марія Каллас, грецька співачка, одна з найвидатніших оперних співачок XX століття.
  - Марк Болан, англійський співак, автор пісень, гітарист, засновник і лідер гурту T. Rex.
- 1993 — Коваленко Василь Петрович, український поет, журналіст, профспілковий діяч.
- 2007 — Роберт Джордан, американський письменник-фантаст.
- 2016 — Едвард Олбі, американський драматург, п'ятиразовий лауреат Пулітцерівські премії. Відомі п'єси «Що трапилось у зоопарку» (1958), «Хто боїться Вірджинії Вулф?» (1962)